# 饭局也疯狂
《饭局也疯狂》（英語：Dinner Party）是2012年1月23日在中国大陆上映的喜剧片，由俞白眉编剧，尚敬执导，范伟、黄渤、刘桦领衔主演。

## 剧情
电影讲述了中国独有的“饭局”现象，深刻解剖了饭局文化背后隐藏的潜规则和社会阴暗面。

## 演员
| 演员   | 角色   | 备注                           |
| 范伟   | 谭大师 | 自称国学大师，精通风水学。     |
| 黄渤   | 家明   | 明星。                         |
| 刘桦   | 封老板 | “天人一”饭店老板。             |
| 莫小棋 | 莫妮卡 | 黑社会组织成员，伪装成女富婆。 |
| 梁冠华 | 老梅   | 警察，已经退休在家养老。       |
| 韩童生 | 老板   | 黑社会成员之一，伪装成老板。   |
| 刘亚津 | 蔡牙金 | 煤老板。                       |
| 巴多   | 老虾米 | 海鲜老板。                     |
| 代乐乐 | 小蝴蝶 | 女飞贼。                       |

## 主题
导演尚敬谈到电影的主题时说：“我不想隔靴搔痒，也不想停留在神头鬼脸的人物出场闹一闹”，“我希望它是直指现实的，无情地嘲讽人性的弱点和社会上的丑恶现象，保持原创的激情、批判的锋芒，”他说，“喜剧必须是一把刀子”。

## 幕后
电影播出后，观众认为范伟扮演的国学大师有讽刺百家讲坛讲师于丹的意味。
电影的搞笑成分和剧情吸引了大量八零后和九零后，播出三天票房就达到了两千万。